# Ивлиева, Анна Александровна
Анна Александровна Ивлиева (13 декабря 1913, Пичаево, Тамбовская губерния — 28 декабря 2003, Дубки, Ярославская область) — советский хозяйственный, государственный и политический деятель, Герой Социалистического Труда.

## Биография
Родилась в 1913 году в селе Пичаево. Член КПСС.
С 1930 года — на хозяйственной, общественной и политической работе. В 1930—1973 годах — зоотехник, заведующая цехом маточного стада кур в совхозе «Остров» Псковской области, старший зоотехник, директор совхоза «Новый Север» Ярославского района Ярославской области, работница птицефермы в этом же совхозе.
Указом Президиума Верховного Совета СССР от 22 марта 1966 года присвоено звание Героя Социалистического Труда с вручением ордена Ленина и золотой медали «Серп и Молот».
Делегат XXIII съезда КПСС.
Умерла в поселке Дубки Ярославского района в 2003 году.